# Nuculana cellulita
Nuculana cellulita is een tweekleppigensoort uit de familie van de Nuculanidae. De wetenschappelijke naam van de soort is voor het eerst geldig gepubliceerd in 1896 door Dall.